# North American Hockey League (1973-1977)
La North American Hockey League è stata una lega minore professionistica di hockey su ghiaccio che ha operato negli Stati Uniti e in Canada dal 1973 al 1977.

## Storia
Nel 1973 si sciolse la Eastern Hockey League, lega minore fondata nel 1954 e diffusasi in numerosi stati della costa atlantica. Le squadre sopravvissute diedero vita a due campionati separati, la North American Hockey League a nord e la Southern Hockey League a sud.
Diverse formazioni della NAHL operarono come farm team delle franchigie della World Hockey Association, lega professionistica concorrente della National Hockey League. Il trofeo assegnato ai campioni della NAHL era la Lockhart Cup. In seguito allo scioglimento di molte delle sue formazioni la NAHL decise di cessare le attività nel settembre del 1977, pochi mesi dopo rispetto alla SHL.
La lega servì da ispirazione per il film del 1977 Colpo secco.

## Squadre
| Nome                   | Anni      | Campionati | Città               |
| ---------------------- | --------- | ---------- | ------------------- |
| Beauce Jaros           | 1975-1976 | 2          | Saint-Georges, QC   |
| Broome Dusters         | 1973-1977 | 4          | Binghamton, NY      |
| Buffalo Norsemen       | 1975-1976 | 1          | North Tonawanda, NY |
| Cape Codders           | 1973-1976 | 3          | South Yarmouth, MA  |
| Erie Blades            | 1975-1977 | 2          | Erie, PA            |
| Johnstown Jets         | 1973-1977 | 4          | Johnstown, PA       |
| Long Island Cougars    | 1973-1975 | 2          | Commack, NY         |
| Maine Nordiques        | 1973-1977 | 4          | Lewiston, ME        |
| Mohawk Valley Comets   | 1973-1977 | 4          | Utica, NY           |
| Philadelphia Firebirds | 1974-1977 | 3          | Philadelphia, PA    |
| Syracuse Blazers       | 1973-1977 | 4          | Syracuse, NY        |

## Lockhart Cup
| Stagione | Campioni               | Finalisti           |
| -------- | ---------------------- | ------------------- |
| 1973-74  | Syracuse Blazers       | Long Island Cougars |
| 1974-75  | Johnstown Jets         | Broome Dusters      |
| 1975-76  | Philadelphia Firebirds | Beauce Jaros        |
| 1976-77  | Syracuse Blazers       | Maine Nordiques     |